# Міжселенна територія району імені Поліни Осипенко
Міжселенна територія району імені Полі́ни Осипе́нко (рос. Межселенная территория района имени Полины Осипенко) — муніципальне утворення у складі району імені Поліни Осипенко Хабаровського краю, Росія.
Згідно із федеральними законами територія напряму підпорядковується районній владі.
Населення міжселенної території становить 1 особа (2019; 6 у 2010, 176 у 2002).
Станом на 2002 рік селище Октябрський утворювало окрему Октябрську сільську адміністрацію, усі інші населені пункти перебували у складі сільської адміністрації імені Поліни Осипенко.

## Склад
До складу сільського поселення входять:
| Населений пункт           | Населення, осіб (2002) | Населення, осіб (2010) |
| ------------------------- | ---------------------- | ---------------------- |
| Каменка, населений пункт  | 2                      | 1                      |
| Ніланкан, населений пункт | 0                      | 0                      |
| Обхороще, населений пункт | 2                      | 1                      |
| Октябрський, селище       | 170                    | 0                      |
| Тимченко, населений пункт | 1                      | 2                      |
| Упагда, населений пункт   | 1                      | 2                      |